# Massariosphaeria autumnalis
Massariosphaeria autumnalis är en svampart som beskrevs av Crivelli 1983. Enligt Catalogue of Life ingår Massariosphaeria autumnalis i släktet Massariosphaeria, ordningen Pleosporales, klassen Dothideomycetes, divisionen sporsäcksvampar och riket svampar, men enligt Dyntaxa är tillhörigheten istället släktet Massariosphaeria, familjen Lophiostomataceae, ordningen Pleosporales, klassen Dothideomycetes, divisionen sporsäcksvampar och riket svampar. Arten är reproducerande i Sverige. Inga underarter finns listade i Catalogue of Life.